# أولاد علي (سوهاج)
قرية أولاد علي هي إحدى القرى التابعة لمركز المنشأة بمحافظة سوهاج في جمهورية مصر العربية. حسب إحصاءات سنة 2006، بلغ إجمالي السكان في أولاد علي 12033 نسمة، منهم 6388 رجل و5645 امرأة.